# 古野正人
古野 正人（ふるの まさと、1986年9月27日 - ）は、兵庫県宝塚市出身の元プロ野球選手（投手）。右投右打。

## 経歴

### プロ入り前
2002年に報徳学園高校へ入学すると、入学直前の第74回選抜高等学校野球大会で2学年先輩の大谷智久・尾崎匡哉を擁して優勝したばかりの硬式野球部へ遊撃手として入部した。3年時から投手へ転向。1学年後輩の片山博視の控えという扱いで、チームが出場した夏の第86回全国高等学校野球選手権全国大会でも登板機会がなかった。
高校卒業後に龍谷大学へ進学。関西六大学野球リーグに加盟する硬式野球部に入部するも、3年時までは鳴かず飛ばずで、卒業後は野球から離れて就職することも考えていた。かつて東京ヤクルトスワローズの投手だった山本樹コーチ（当時）の指導で、4年時から頭角を現すと、春季リーグ戦で先発の2番手としてチームの優勝と第57回全日本大学野球選手権大会出場に貢献。ただし、同大会では登板機会がなく、チームも初戦で敗退した。秋季リーグ戦では、5勝無敗という成績で最優秀投手賞を獲得、春秋ともベストナイン。明治神宮大会代表決定トーナメントでは初戦完投勝利も決定戦で敗れた。在学中には、リーグ戦通算で8勝1敗を記録した。
大学卒業後の2009年に日産自動車へ入社すると、久古健太郎などと共に硬式野球部へ入部。日産自動車野球部は入部初年度限りで休部したが、石田祐介・秋葉知一と並んで、主力投手として活躍した。チームの活動休止前最後の試合であった第36回社会人野球日本選手権大会準決勝・対JR九州戦では先発投手を務めている。
2010年に三菱重工神戸へ移籍。エース木林敏郎、同期入社の守安玲緒と共にチームを支えながら、チームの第81回都市対抗野球大会出場に貢献した。
2011年には、都市対抗野球大会の兵庫県予選前に腰を痛めた。後の診断で椎間板ヘルニアを発症していることが判明したため、7月に手術を受けた。その影響で対外試合への登板機会はなかったが、同年のNPBドラフト会議で、ヤクルトから6巡目で指名。契約金3,500万円、年俸800万円（金額は推定）という条件で入団するとともに、日本製紙石巻を経てこの年から在籍していた久古と再びチームメイトになった。入団当初の背番号は40。

### ヤクルト時代

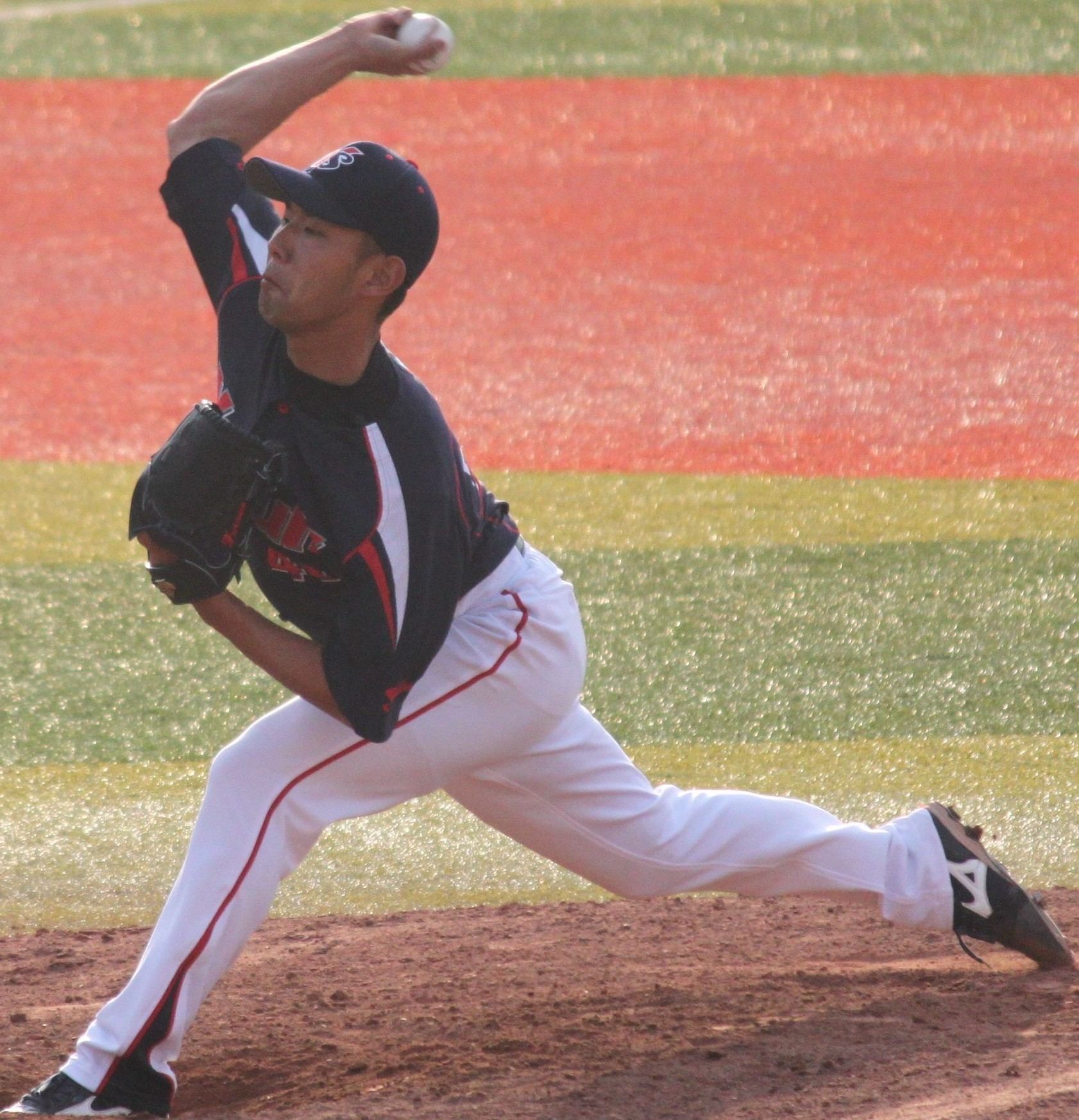
東京ヤクルトスワローズ時代
（2013年4月29日、横浜スタジアムにて）

2012年には、即戦力と期待されながら右肩痛を発症。その影響で、一軍公式戦への登板機会はなかった。
2013年には、4月19日の対阪神タイガース戦（阪神甲子園球場）11回裏に、救援投手として一軍公式戦にデビュー。この試合でプロ初ホールドを記録すると、7月3日の対横浜DeNAベイスターズ戦（横浜スタジアム）で一軍初先発を果たした。8月6日の対中日ドラゴンズ戦（浜松市営球場）に先発すると、6回無失点の好投で一軍初勝利。一軍公式戦全体では、5試合に先発するなど、10試合の登板で1勝2敗1ホールド、防御率4.65を記録した。
2014年には、開幕から一軍の先発ローテーションに入ると、5月までのセントラル・リーグ公式戦で3勝を挙げた。セ・パ交流戦以降は不調や故障に見舞われたため、6月下旬から9月下旬まで二軍で調整。9月下旬に一軍へ復帰してからは、シーズン終了まで救援投手として公式戦での登板を重ねた。一軍公式戦全体では17試合に登板。11試合に先発すると、3勝4敗、防御率5.35という成績を残した。秋季キャンプの終了後には、一軍監督へ就任したばかりの真中満から、「最も成長が感じられた選手の1人」に挙げられている。
2015年には、一軍公式戦で自己最多の27試合に登板。10試合に先発する一方で、4勝3敗1ホールド、防御率4.78を記録した。
2016年には、一軍公式戦の開幕から救援で4試合に登板。4月上旬からの二軍調整を経て、セ・パ交流戦の期間中に先発要員として一軍に復帰した。しかし、先発で登板した6月15日の対福岡ソフトバンクホークス戦（明治神宮野球場）で打球を処理する際に右肩を負傷。この試合を境にリハビリへ専念したため、一軍公式戦全体では、6試合の登板（2試合の先発）で0勝2敗という成績に終わった。右肩の回復に時間を要することから、10月18日に球団から支配下選手契約の解除を通告。11月20日に育成選手としての再契約に至ったため、背番号を118に変更した。
2017年には、イースタン・リーグ公式戦1試合に登板しただけで、シーズンの大半を右肩のリハビリに充てた。育成選手に関するNPBの規約で、10月31日にいったん自由契約選手として公示されたが、後に育成選手としての再契約に至った。
2018年には、イースタン・リーグの前半戦で11試合に登板。2勝3敗、防御率2.43という成績を残したことから、7月30日付で支配下登録選手に復帰するとともに、背番号も40に戻した。8月15日の対読売ジャイアンツ（巨人）戦（神宮）で、先発投手として一軍公式戦に復帰。この試合では敗戦投手になったが、同月29日の対阪神戦（甲子園）にも先発すると、5回2失点という内容で一軍公式戦1161日振りの白星を挙げた。しかし、一軍公式戦には以上2試合へ登板しただけで、シーズン最終盤の10月2日に球団から戦力外通告を受けた。本人はNPB他球団での現役続行を希望していたため、11月13日にシートバッティング形式の12球団合同トライアウト（タマホームスタジアム筑後）へ参加。対戦した3人の打者のうち、枡田慎太郎に安打を許しながらも、残り2人を凡退させた。トライアウトの直後には、社会人野球の日立製作所硬式野球部から入部のオファーを受けたが固辞。結局、NPB他球団から現役投手として獲得する旨のオファーを受けるまでには至らず、同月24日に現役引退を表明した。12月2日付で、NPBから改めて自由契約選手として公示。

### 現役引退後
2018年12月4日に、打撃投手として阪神タイガースと契約した。ちなみに阪神では、ヤクルト時代のチームメイトだった屋宜照悟とも、古野と同様の経緯で2020年シーズンから打撃投手として契約。古野が2019年シーズンから契約していることが、自身の現役引退や打撃投手転身への決め手になったという。2023年には第5回WBC日本代表の合宿から本戦前の壮行試合までの期間、打撃投手スタッフの1人として派遣された。
2025年時点で阪神を退団しており、母校である龍谷大学硬式野球部のコーチとなっている。

## 選手としての特徴
オーバースローから投じる最速140km/h台後半のストレートと、切れのあるスライダーが武器。カーブやチェンジアップなど、多彩な変化球も投げられる。
ヤクルトへの入団後にシュートを習得してからは、スライダーとのコンビネーションで内・外角を幅広く使いながら、打者のバットの芯を外すという投球スタイルを確立した。2016年に右肩を痛めたことを機に、右肩への負担が少ないサイドスローへの転向を模索していたが、現役最終年の2018年には再びオーバースローで投球していた。

## 人物
野球選手としては右投右打であるが、日常生活は左利きで通している。
大のアニメ好きで、ヤクルトへの入団当初に居住していた球団合宿所「戸田寮」では、人気漫画のキャラクターのフィギュアを自室に飾っていた。また、遠征先にもアニメ作品のDVDを持ち込んでいたという。
ヤクルト時代の2013年に初めて一軍のマウンドを踏んだ阪神戦（前述）では、阪神ファンの「マートン」コールを自身の愛称「マー君」かと思い込んでいたため、「地元なので応援してくれているんだ」と勘違いしていたという。
ヤクルトから戦力外通告を受けてから現役引退を決断するまでの期間に、『プロ野球戦力外通告・クビを宣告された男達』（TBSテレビ）の密着取材を受けていたため、その模様が2018年12月30日に全国ネットで放送された。

## 詳細情報

### 年度別投手成績
| 年 度    | 球 団    | 登 板 | 先 発 | 完 投 | 完 封 | 無 四 球 | 勝 利 | 敗 戦 | セ 丨 ブ | ホ 丨 ル ド | 勝 率 | 打 者 | 投 球 回 | 被 安 打 | 被 本 塁 打 | 与 四 球 | 敬 遠 | 与 死 球 | 奪 三 振 | 暴 投 | ボ 丨 ク | 失 点 | 自 責 点 | 防 御 率 | W H I P |
| -------- | -------- | ----- | ----- | ----- | ----- | -------- | ----- | ----- | -------- | ----------- | ----- | ----- | -------- | -------- | ----------- | -------- | ----- | -------- | -------- | ----- | -------- | ----- | -------- | -------- | ------- |
| 2013     | ヤクルト | 10    | 5     | 0     | 0     | 0        | 1     | 2     | 0        | 1           | .333  | 135   | 31.0     | 31       | 5           | 18       | 1     | 1        | 15       | 0     | 0        | 17    | 16       | 4.65     | 1.58    |
| 2014     | ヤクルト | 17    | 11    | 0     | 0     | 0        | 3     | 4     | 0        | 0           | .429  | 316   | 69.0     | 92       | 10          | 29       | 0     | 1        | 47       | 2     | 0        | 47    | 41       | 5.35     | 1.75    |
| 2015     | ヤクルト | 27    | 10    | 0     | 0     | 0        | 4     | 3     | 0        | 1           | .571  | 307   | 69.2     | 91       | 6           | 18       | 0     | 5        | 39       | 0     | 0        | 38    | 37       | 4.78     | 1.57    |
| 2016     | ヤクルト | 6     | 2     | 0     | 0     | 0        | 0     | 2     | 0        | 0           | .000  | 64    | 13.1     | 20       | 3           | 6        | 0     | 0        | 8        | 0     | 0        | 14    | 14       | 9.45     | 1.95    |
| 2018     | ヤクルト | 2     | 2     | 0     | 0     | 0        | 1     | 1     | 0        | 0           | .500  | 40    | 9.0      | 12       | 2           | 1        | 0     | 0        | 4        | 2     | 0        | 6     | 5        | 5.00     | 1.44    |
| NPB：5年 | NPB：5年 | 62    | 30    | 0     | 0     | 0        | 9     | 12    | 0        | 2           | .429  | 862   | 192.0    | 246      | 26          | 72       | 1     | 7        | 113      | 4     | 0        | 122   | 113      | 5.30     | 1.66    |

### 記録
投手記録
- 初登板・初ホールド：2013年4月19日、対阪神タイガース4回戦（阪神甲子園球場）、11回裏に救援登板、1回無失点[21]
- 初奪三振：同上、11回裏に坂克彦から見逃し三振[23]
- 初先発登板：2013年7月3日、対横浜DeNAベイスターズ10回戦（横浜スタジアム）、3回3失点で勝敗つかず[24]
- 初勝利・初先発勝利：2013年8月6日、対中日ドラゴンズ13回戦（浜松市営球場）、6回無失点[3]

打撃記録
- 初安打・初打点：2014年5月13日、対読売ジャイアンツ7回戦（いわきグリーンスタジアム）、6回表に杉内俊哉から右前適時打[25]

### 背番号
- 40 （2012年 - 2016年、2018年7月30日 - 同年終了）
- 118 （2017年 - 2018年7月29日）
- 101 （2019年 - 2024年）